# Grecia en el Festival de la Canción de Eurovisión 2023
Grecia participó en el LXVII Festival de la Canción de Eurovisión, que se celebró en Liverpool, Reino Unido del 9 al 13 de mayo de 2023, tras la imposibilidad de Ucrania de acoger el concurso por la victoria de Kalush Orchestra con la canción «Stefania». La Ellinikí Radiofonía Tileórasi (ERT) (Radiotelevisión Helénica en español), radiodifusora encargada de la participación helénica en el festival, decidió utilizar un sistema de elección interna para elegir a su representante en el concurso eurovisivo. 
Tras un proceso de elección interna de varias fases, en las que se incluyó una muestra demoscópica de 70 personas que puntuaron las últimas canciones finalistas del proceso, el 30 de enero de 2023, la ERT anunció al cantante greco-danés de 16 años Victor Vernicos con la balada «What They Say».

## Historia de Grecia en el Festival
Grecia debutó en el festival de 1974, participando desde entonces en 42 ocasiones. Grecia ha ganado en una ocasión el certamen: en 2005 con Helena Paparizou y la canción «My number one». Si bien al principio de sus participaciones Grecia solía tener resultados discretos, una vez iniciado el siglo XXI y con la introducción del televoto y las semifinales en 1998 y 2004 respectivamente, Grecia se convirtió en uno de los países con mejor trayectoria en el festival, logrando clasificarse en 10 ocasiones en el Top 10 entre 2001 y 2013, y teniendo su primera eliminación en semifinales hasta 2016. Siendo un país regular dentro de la gran final, Grecia se ha clasificado en 21 ocasiones dentro de los 10 mejores del concurso. Grecia también es reconocido dentro de las votaciones por sus constante intercambio de puntos con Chipre.
En 2022, la artista greco-noruega Amanda Tenfjord, terminó en 8.ª posición con 215 puntos en la gran final: 57 puntos del televoto (12°) y 158 del jurado profesional (6°), con el tema «Die Together».

## Representante para Eurovisión

### Elección Interna
Grecia confirmó su participación en el Festival de la Canción de Eurovisión 2023 el 27 de agosto de 2022, con la apertura del proceso de recepción de candidaturas desde ese mismo día hasta el 9 de octubre de 2022, habiéndose recibido 106 propuestas. De acuerdo a información publicada por OGAE Greece, entre los artistas que se presentaron a la selección se encuentran: Panagiotis Tsakalakos, Cynthia Verazie, Leon of Athens, Evangelia, Klavdia, Antigoni Buxton, Melissa Mantzoukis, Aretha, Vasilis Kurtis, Antonia Kaouri, Jimmy Sion y Harris Rivera.
El 21 de noviembre de 2022, se reportó que la cadena griega ERT había acortado las candidaturas a 30 canciones, considerando realizar una final nacional donde la audiencia seleccionara al representante griego y que la delegación se encontraba realizando una lista final para ello. Sin embargo, la prensa local reconoció como el primer limitante la financiación para la producción y organización de dicho evento.
Unos días después, el 2 de diciembre, el presidente de la ERT anunció que mantendrían la elección interna, pero utilizando un sistema de una muestra demoscópica junto a un jurado de profesionales. Respecto a esto, el presidente declaró: «Lo que estamos pensando es hacer una convocatoria abierta a los espectadores. Estamos valorando crear un comité de ciudadanos, que vendrá a la ERT, usarán audífonos, escucharán las canciones nominadas, y votarán según el nuevo sistema de la UER.» Detalles revelados de manera posterior, confirmaron que dicho panel consistió en un grupo de 70 personas de todas las edades pero con un mayor peso de gente entre los 18 y 34 años, y que fueron seleccionados a través de un sorteo electrónico entre las candidaturas recibidas del 8 al 10 de diciembre. Dicho comité escuchó las canciones y realizó su votación el día 28 de diciembre, votando las siete canciones escuchadas
El 20 de diciembre, la ERT confirmó que ya se tenía la lista corta de 7 temas que serían escuchados y evaluados por los comités. El 28 de diciembre, después de la votación de la muestra demoscópica y a modo de evitar filtraciones, la cadena anunció los siete finalistas:
| Top 7                           | Top 7                                      | Top 7          | Top 7      |
| Artista                         | Canción (Traducción)                       | Compositor(es) | Resultado  |
| ------------------------------- | ------------------------------------------ | -------------- | ---------- |
| Antonia Kaouri & Maria Maragkou | «Shout Out» (Grita)                        |                | Top 3      |
| Klavdia                         | «Holy Water» (Agua bendita)                |                | Descartada |
| Konstantina Iosifidou           | «We're Young» (Somos jóvenes)              |                | Descartada |
| Leon of Athens                  | «Somewhere To Go» (Algún lugar a donde ir) |                | Descartada |
| Melissa Mantzoukis              | «Liar» (Mentiroso)                         |                | Top 3      |
| Monica                          | «I'm Proud» (Estoy orgulloso)              |                | Descartada |
| Victor Vernicos                 | «What They Say» (Lo que ellos dicen)       |                | Top 3      |

El 19 de enero, la cadena griega reveló el Top 3 de las siete candidaturas: «Shout Out» de Antonia Kaouri & Maria Maragkou, «Liar» de Melissa Mantzoukis y «What They Say» de Victor Vernikos. El 30 de enero de 2023 a través del telediario de la ERT, se confirmó que el greco-danés Victor Vernikos había sido elegido oficialmente como el representante griego en Eurovisión con la balada «What They Say». Los resultados publicados posteriormente, habrían mostrado a Victor como la propuesta favorita del comité de la cadena griega y la segunda de la muestra demoscópica del público local. El tema está pendiente de publicarse en las próximas semanas.
| Top 3                           | Top 3           | Top 3               | Top 3          | Top 3 | Top 3  |
| Artista                         | Canción         | Muestra Demoscópica | Comité Interno | Lugar | Puntos |
| ------------------------------- | --------------- | ------------------- | -------------- | ----- | ------ |
| Victor Vernicos                 | «What They Say» | 509                 | 740            | 1     | 1249   |
| Melissa Mantzoukis              | «Liar»          | 693                 | 440            | 2     | 1113   |
| Antonia Kaouri & Maria Maragkou | «Shout Out»     | 341                 | 720            | 3     | 1061   |

## En Eurovisión
De acuerdo a las reglas del festival, todos los concursantes deben iniciar desde las semifinales, a excepción del anfitrión (en este caso, Reino Unido), el ganador del año anterior, Ucrania y el Big Five compuesto por Alemania, España, Francia, Italia y el propio Reino Unido. El sorteo de las semifinales se realizó el 31 de enero de 2023. En el sorteo realizado el 31 de enero de 2023, Grecia fue sorteada en la segunda semifinal del festival. En este mismo sorteo, se determinó que participaría en la primera mitad de la semifinal (posiciones 1-8). Semanas después, ya conocidos los artistas y sus respectivas canciones participantes, la producción del programa dio a conocer el orden de actuación, determinando que el país participaría en la octava posición, después de Islandia y precediendo a Polonia.